# Місто Ярослава

На карті територія города Ярослава позначена світло-зеленим кольором, позначені поряд також темно-зеленим місто Володимира та синім — Городок Кия.

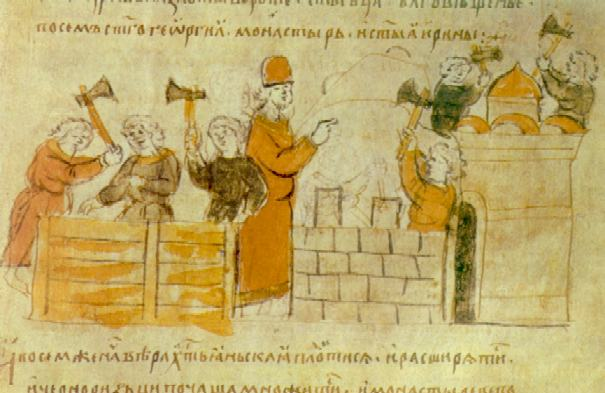
Ярослав розширює Київ. Мініатюра з Радзивіллівського літопису XV ст.

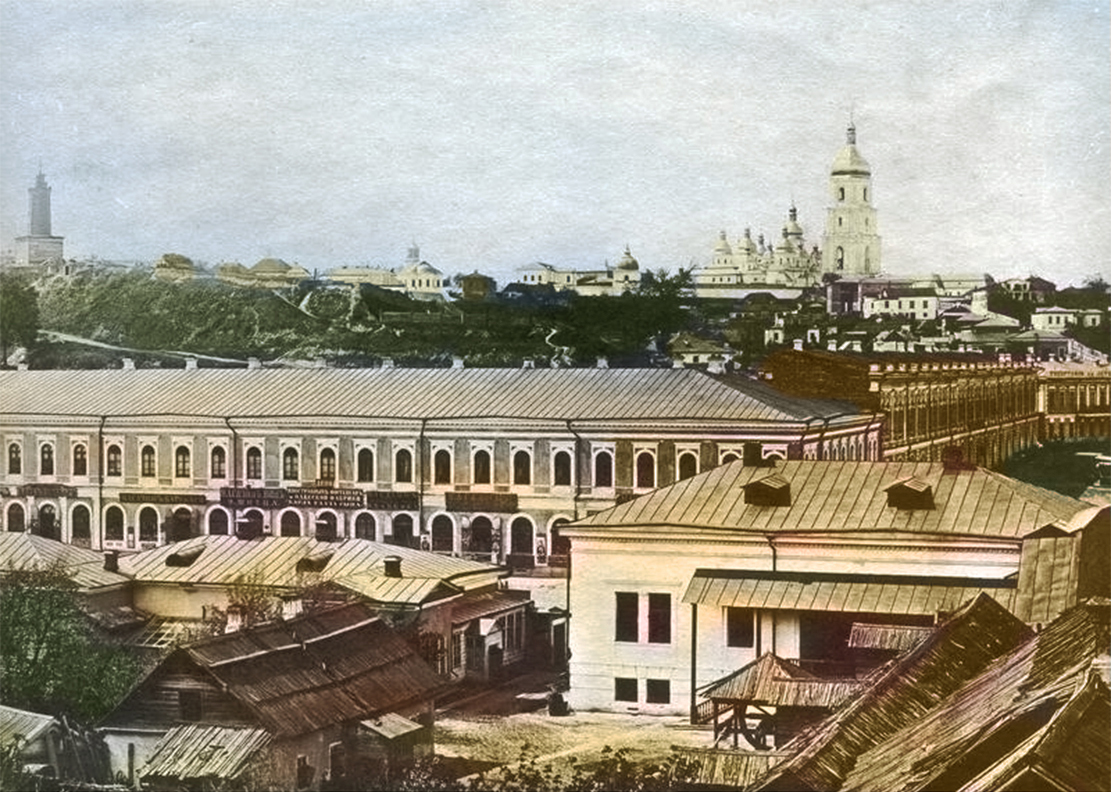
Район Майдану Незалежності у 1870 р. Ліворуч над будинком видно частину давнього валу (відтинок від Золотих до Лядських воріт), на якому споруджено каланчу.

Місто Ярослава, точніше Ярославів город — прийнята в історіографії назва фортифікованої частини давнього Києва, збудованої на Старокиївській горі за часів князювання Ярослава Мудрого (1019–1054). Про будівництво города Ярослава серед інших споруд літописи згадують під 1037 роком:
|  | Заложив Ярослав город — великий Київ, а в города сього ворота є Золоті. Заложив він також церкву святої Софії, премудрості божої, митрополію, а потім церкву на Золотих воротах, кам'яну, Благовіщення святої богородиці. Сей же премудрий великий князь Ярослав задля того спорудив [церкву] Благовіщення на воротах, [щоб] давати завше радість городу сьому святим благовіщенням господнім і молитвою святої богородиці та архангела Гавриїла. Після цього [він звів] монастир святого Георгія [Побідоносця] і [монастир] святої Орини |

## Розташування
Фортеця Ярослава була розташована на площі понад 60 га, оточена ровом і високим валом завдовжки 3,5 км, завширшки біля основи 30 м, заввишки з дерев'яним частоколом — до 16 м. Частокіл складався з дубових городень. Внаслідок будівництва города Ярослава площа укріплень Києва зросла у сім разів.
Вал «города Ярослава» ішов від валу «города Володимира» коло Софійських воріт на захід понад схилами паралельно вулиці Великій Житомирській до Львівської площі (де стояли Західні або Львівські ворота). Тут вал повертав на південний схід за ходом вулиці Ярославів Вал до Золотих воріт, які були головною брамою фортеці. Від Золотих воріт вал проходив вулицями Прорізною та Бориса Грінченка до сучасного Майдану Незалежності. В районі майдану була Лядська брама. Далі вал піднімався сучасною вулицею Костьольною, проходив по Володимирській гірці і в районі теперішньої Михайлівської площі з'єднувався з валами фортеці Володимира.

## Забудова
В центрі города Ярослава стояв Софійський собор. Поруч із ним у XI ст. звели монументальні споруди: Ірининський і Георгіївський монастирі, князівський палац тощо. Город Ярослава межував з частинами городів Володимира й Ізяслава-Святополка.
Залишки оборонних споруд були знесені в середині XIX ст. у зв'язку з переплануванням Верхнього міста. Від споруд Ярослава до тепер збереглися Софійський собор і залишки Золотих воріт.

## Сучасний стан
Межі города Ярослава практично збігаються з охоронною зоною об'єкта Всесвітньої спадщини ЮНЕСКО «Свята Софія» (Софійський собор).